# Llei 13.010 de sufragi femení
La Llei 13.010, també coneguda com la Llei 13.010 de sufragi femení o la Llei Evita, va ser sancionada a l'Argentina el 9 de setembre de 1947 i promulgada el 23 de setembre, establint aquest últim dia com el «Dia Nacional dels Drets Polítics de la Dona», data en què es va reconèixer la igualtat de drets polítics entre dones i homes, entre ells el dret de les dones a triar i ser triades per a tots els càrrecs polítics nacionals, i va establir en aquest país el sufragi universal.
Va ser aprovada durant el govern de Juan Domingo Perón i es va posar en vigència per primera vegada en les eleccions presidencials de 1951.

## Antecedents
Si bé la majoria dels règims monàrquics absoluts històrics han reconegut la igualtat de drets polítics entre dones i homes, com ho prova la quantitat de reines i emperadrius que registren les més diverses civilitzacions, no va succeir el mateix amb els règims republicans i parlamentaris moderns, en què la regla fins al segle xx va ser l'exclusió total o parcial de les dones. La discriminació política a què estaven sotmeses les dones, va originar des de finals del segle xix un ampli moviment feminista a favor de el vot femení (votar i ser votades), que va confluir amb la lluita pel sufragi universal i la democràcia. Una darrera d'una altra, les nacions del món van reconeixent els drets polítics de les dones.
Entre els països iberoamericans, el sufragi femení va començar a ser reconegut amb ambigüitats des de la Constitució uruguaiana de 1918, al llarg de les dècades de dècada del 1920 i 1930, per un grup integrat per l'Uruguai, Equador, Espanya, Xile, Brasil i Bolívia.
El 1907, a l'Argentina, es va crear el «Comitè Prosufragi femení», fundat per les feministes Alicia Moreau, Sara Justo, Julieta Lanteri i Elvira Rawson de Dellepiane. El primer projecte de llei nacional va ser presentat pel diputat radical per Santa Fe Rogelio Araya el 1919, seguit després de molts altres que ni tan sols van ser tractats per les càmeres del Congrés Nacional, amb excepció de 1932, durant el govern fraudulent d'Agustín P. Justo, quan la Cambra de Diputats va arribar a fer mitja sanció al vot femení, però el projecte va caure al no ser tractat pel Senat.
El 1945 Juan Domingo Perón va crear la «Comissió Prosufragi Femení» en la Secretaria de Treball i Previsió, quedant a càrrec de la mateixa l'escriptora i educadora Rosa Bazán de Cámara i Lucila de Gregorio Lavié.
En l'àmbit provincial, dues províncies van reconèixer els drets polítics de les dones abans que fossin reconeguts nacionalment:
- San Juan: Durant el govern d'Aldo Cantoni de la Unió Cívica Radical Bloquista, es va reformar la Constitució el 1927, reconeixent entre d'altres, els drets polítics de les dones en les eleccions municipals i provincials. Es va aplicar a partir de 1928.
- Santa Fe: El 1921 es va realitzar una reforma constitucional que va reconèixer els drets polítics de les dones, encara que limitats a l'àmbit municipal. La nova constitució va ser vetada immediatament pel governador Enrique Mosca de la Unió Cívica Radical Unificada, però en 1932 va ser reconeguda legalment pel govern de Luciano Molinas, del Partit Demòcrata Progressista, regint fins a 1935.

## Context històric
La Llei 13.010 es va sancionar en els primers anys del peronisme, un moviment polític originat entre 1943 i 1945, principalment des dels corrents sindicals (socialista i sindicalista revolucionària, que es va caracteritzar per ampliar els drets polítics i socials de sectors postergats o discriminats, com els treballadors, les persones anomenades despectivament «cabecitas negras» (caparrons negres), les poblacions dels «territoris nacionals» (que no tenien drets polítics), l'ancianitat, i la infantesa.
El 1945 Juan Domingo Perón va impulsar el vot femení, i va córrer la versió que seria habilitat per decret, però la iniciativa va ser rebutjada per diversos grups i finalment no va succeir. Si bé alguns partits i grups antiperonistes estaven ideològicament a favor del vot femení, alguns d'ells prendrien en aquests anys una postura contrària a la sanció de la llei, argumentant que a causa de l'acarnissament de la lluita entre peronistes i antiperonistes, el moment no era oportú per reconèixer els drets polítics de les dones.

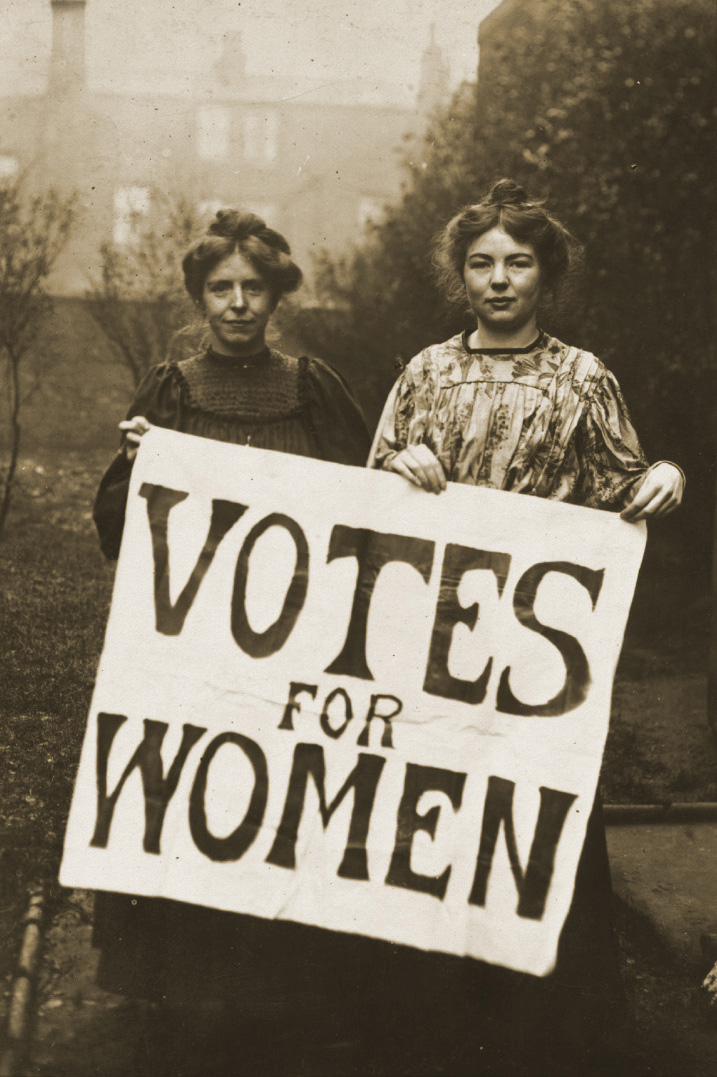
El moviment de dones sufragistes (suffragettes) es va estendre pel món i va assolir al llarg de segle xx el reconeixement universal del dret de les dones a votar i ser votades
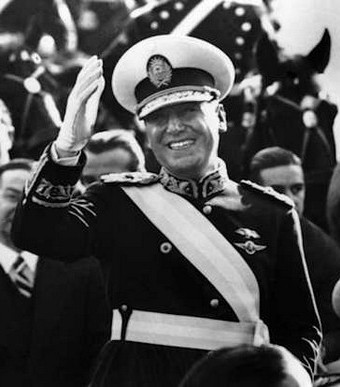
El moviment peronista s'havia conformat entre 1943 i 1945, amb base en una aliança entre les principals corrents sindicals (socialista i sindicalista revolucionària) amb un sector de l'Exèrcit, que va permetre que Juan Domingo Perón guanyés les eleccions presidencials de 1946

Durant la campanya per a les eleccions de 1946, tant la coalició peronista com la coalició antiperonista van incloure en les seves plataformes el reconeixement del sufragi femení. En un fet inèdit en la història argentina, Perón va ser acompanyat durant la campanya electoral per la seva dona, Eva Duarte de Perón, qui fins i tot va arribar a parlar en un dels actes de tancament de la campanya, realitzat en el Luna Park, a la qual es van reunir les dones que simpatitzaven amb el peronisme, tot i que tenien en aquell moment prohibit el vot. Evita (com seria popularment coneguda) havia fundat l'any anterior el sindicat dels treballadors de la ràdio, sent triada secretària general, constituint-se en una de les poques dones sindicalistes que van assolir accedir a la direcció d'un sindicat. A la segona meitat de la dècada del 1940 es convertiria en una figura política central, tant en relació als «desposseïts» i la «classe obrera», com amb relació a les dones, organitzant a les dones simpatitzants del peronisme en un partit polític autònom exclusivament integrat per dones (el Partit Peronista Femení).
A l'inaugurar les sessions de Congrés Nacional el 1946, el president Perón va anunciar que enviaria un projecte de llei reconeixent el sufragi femení i els seus drets polítics i socials.

## Tractament i sanció de la llei

### En el Senat
L'autor de el projecte original va ser el senador per Mendoza Lorenzo Soler, membre de la Unió Cívica Radical Junta Renovadora, partit integrant de la coalició peronista, invocant en suport del projecte el missatge del president Perón a l'inaugurar les sessions.
El projecte va ser intensament discutit en la Comissió de Negocis Constitucionals. El text de Soler reconeixia una igualtat completa de drets i obligacions per a dones i homes en tots els camps de la vida (política, cultural, educativa i social). Soler sostenia que les qüestions entre homes i dones havien de entendre's a partir del concepte de «diferència» (avançant-se dues dècades al feminisme de la diferència), que no era incompatible amb el reclam d'igualtat entre persones de diferents sexes.
En el debat de comissió, va recórrer als seus coneixements com a metge per rebutjar els arguments biologicistes de l'època que presentaven a les dones com més febles i fins i tot inferiors que els homes en alguns aspectes. Va sostenir que les desigualtats entre homes i dones, com les salarials, eren degudes a causes socials que havien de ser remogudes. També afirmava que la situació en què es trobaven les dones s'acostava a l'esclavitud.
Altres senadors van participar del debat donant suport a la postura de Soler, com Alberto Durand, que va donar exemples que evidenciaven la igualtat substancial entre els dos sexes i desmentir amb dades precises les afirmacions «menys científiques» sostingudes en el debat, i Felipe Gómez del Junco, que va refutar declaracions suposadament basades en la biologia, que intentaven presentar a les dones com a persones amb capacitat intel·lectual disminuïda i assimilar-les com a menors d'edat.
Per a Soler, un règim que marginava a les dones no era un règim democràtic:
| «               | Com podem dir que som profundament democràtics si estem negant a la meitat del poble, traduïda al sector femení, la facultat i el dret de participar en la vida integral de la democràcia? Mai podrà haver un poble democràtic si no s'incorpora a l'altra meitat del gènere humà a l'expressió de la seva lliure voluntat. | » |
| — Lorenzo Soler | |   |

La postura més oposada a la de Soler va ser exposada per Armando Antille, senador per Santa Fe i, paradoxalment, membre del mateix partit. Antille va rebutjar frontalment la idea que homes i dones puguin ser considerats iguals, i va sostenir que la naturalesa havia assignat a les dones el paper de procrear i tenir cura dels fills, raó per la qual havien de romandre preferentment a la llar i mantenir-se apartades de la vida «social general»:
| «                 | Jo no crec en absolut que la dona sigui igual a l'home. (...) La dona, per aquesta funció que la naturalesa li ha donat, no ha vingut a participar com a l'home en una vida de caràcter social general. Té una situació específica en el món i en la llar. La dona procrea, cuida dels seus fills, viu lliurada a la llar; per això totes les mares antigues, i entre elles les mares espanyoles, no sortien mai de la llar, perquè la seva funció vital era tenir cura de la llar i dels fills. | » |
| — Armando Antille | |   |

Antille acceptava amb reticències que les dones tinguessin el dret a votar, però rebutjava que el dret s'estengués a ser votades com a candidates. Va argumentar que la Constitució prohibia que les dones ocupessin la Presidència, pel fet que exigia que el càrrec fos ocupat per un «ciutadà», paraula de gènere masculí que, segons ell, excloïa les dones.
Una posició intermèdia va ser sostinguda des del pensament catòlic pel constitucionalista Pablo Ramella. Ramella va donar suport al dret femení a ser candidates i va refutar a Antille explicant detalladament per què la Constitució no prohibia que les dones fossin candidates a la Presidència i Vicepresidència de la Nació, encara que va sostenir també que es tractava d'una possibilitat «molt remota». Ramella presentar una visió complementària entre les persones de diferents sexes, considerant que la maternitat era la funció primordial de les dones, però va sostenir que els drets polítics per part de les dones no podien afectar aquesta complementarietat ni l'exercici de la maternitat.
La postura catòlica del senador Ramella, favorable al vot femení, recolzada per monsenyor Gustavo Franceschi, expressava als sectors de l'Església Catòlica que buscaven deixar enrere les postures integristes recolzades en el Syllabus Errorum de Pius IX (1864) i les encícliques Arcanum divinae sapientiae de Lleó XIII (1880) i Casti connubii de Pius XI (1930), que condemnaven la idea d' «emancipació femenina» i defensaven la jerarquia familiar patriarcal.
A la Comissió de Negocis Constitucionals, el projecte de Soler va ser reformat i limitat a reconèixer els drets polítics de les dones, en igualtat amb els homes.
El Senat va tractar el projecte i el va aprovar al tercer mes d'iniciar el seu període de sessions, el 21 d'agost de 1946, passant a la Cambra de Diputats.

### En la Cambra de Diputats
A l'arribar el projecte a la Cambra de Diputats va quedar en evidència que el mateix no constituïa una prioritat, quedant fora de l'agenda política i mediàtica. La situació va canviar amb l'aparició en l'escena política d'Eva Perón, reclamant la sanció de la llei a partir de febrer de 1947. Entre el 27 de gener fins al 19 de març, Evita va pronunciar sis discursos per ràdio exigint la sanció de la llei del vot femení, que amb l'excepció del diari Clarín, van ser silenciats pels principals periòdics de llavors, com La Prensa i La Nación, tots dos de tendència antiperonista. Evita i el govern peronista en general, van associar simbòlicament la Llei del vot femení amb la Llei Sáenz Peña (Llei 8.871), de 1910, que havia establert el sufragi secret i obligatori per a homes, després d'un acord entre el president Roque Sáenz Peña i el líder de l'oposició radical Hipólito Yrigoyen, que va posar fi a la postura revolucionària de la Unió Cívica Radical i va obrir camí per al seu triomf en les eleccions presidencials de 1916. Inspirada precisament en Sáenz Peña, Eva Perón va elaborar com a eslògan de la seva campanya la frase «la dona pot i ha de votar».
A la Cambra de Diputats les postures polítiques tenien major diversitat que al Senat. La principal veu contra el projecte va provenir de sector conservador representat per Reynaldo Pastor, del Partit Demòcrata Nacional, que sostenia que el vot femení havia ser optatiu, ja que era incompatible amb el paper de mare. Però encara més regressiu va ser el projecte unipersonal del diputat laborista Miguel Petruzzi, que no només proposava la no obligatorietat del vot femení, sinó també la qualificació del mateix per a dones que acreditessin haver finalitzat l'escola primària. El diari La Nación també va expressar la seva postura a favor del vot femení facultatiu, en un editorial publicada a l'endemà de la sanció de la llei sostenint que «l'obligatorietat no contempla les condicions de la realitat argentina».
La preocupació del principal bloc opositor, corresponent a la Unió Cívica Radical, conegut com a Bloc dels 44 i presidit per Ricardo Balbín, era evitar que el vot femení s'apliqués a les eleccions legislatives de 1948, qüestió que va ser salvada amb el compromís del ministre de l'Interior Angel Borlenghide no aplicar la llei fins que el padró femení estigués correctament confeccionat.
El tractament del projecte es va demorar per desinterès d'alguns diputats, tant peronistes com antiperonistes, fins al punt d'amenaçar amb la seva frustració, ja que si abans del 1r d'octubre de 1947 no resultava aprovat, el mateix perdria estat parlamentari a causa de la Llei Olmedo de 1890, que establia la caducitat d'un projecte amb mitja sanció si no era tractat per l'altra càmera abans de la finalització de el següent període de sessions.
El 3 de setembre. els diputats van ser convocats per tractar els projectes «sobre taules». Eva Perón per la seva banda, que venia organitzant centres cívics femenins peronistes, va convocar a una marxa de dones enfront de Congrés per reclamar la sanció de la llei, que va resultar multitudinària. No obstant això la sessió va fracassar per no reunir el quòrum necessari.
Finalment, el projecte va poder ser tractat en el recinte el 9 de setembre de 1947, tot just tres setmanes abans de la seva caducitat, resultant aprovat aquest mateix dia enmig d'acusacions creuades entre peronistes i antiperonistes, amb la presència d'Eva Perón en una de les llotges.

## Text
El text de la llei és breu, i està integrat per set articles: 
- L'article primer estableix la igualtat de drets polítics entre dones i homes de nacionalitat argentina.
- L'article segon estableix la mateixa regla d'igualtat per a dones i homes de nacionalitat estrangera.
- L'article tercer disposa que la Llei Electoral ha de ser la mateixa per a dones i homes, establint l'obligació de l'Estat de lliurar-li a les dones una «llibreta cívica» que serveixi com a document d'identitat.
- L'article quart va establir un termini de 18 mesos, prorrogable per altres sis mesos, perquè el Poder Executiu Nacional procedís a empadronar les dones i imprimir el padró.
- L'article cinquè aclareix que les dones no adquirien l'obligació de complir amb el servei militar (Llei 11.386), i va establir les sancions per als casos d'incompliment de l'enrolament femení.
- Els articles sisè i setè són de forma, referits a les despeses i publicació de la llei.

## Conseqüències

### Creació del Registre Nacional de les Persones
Per aplicar la Llei 13.010, l'Estat argentí va haver de crear un nou sistema de registre i documentació de la identitat de les persones, per tal d'elaborar els padrons electorals. Fins a aquest moment s'utilitzava la Llibreta d'Allistament (Libreta de Enrolamiento, LE), un document d'identitat que només posseïen els homes natius o nacionalitzats, que havia estat creat el 1911 per implementar la Llei Sáenz Peña de vot secret i obligatori per a homes, utilitzant els registres militars d'enrolament en el servei militar obligatori, que havia estat establert el 1904 només per a homes. Les dones per tant no tenien document d'identitat.
Un any després de sancionada la Llei del vot femení, el Congrés de la Nació va sancionar la Llei 13.482 (encara vigent en l'actualitat) creant el Registre Nacional de les Persones (ReNaPer) i un document d'identitat especial per a les dones denominat «Llibreta cívica» (LC), a causa que acreditava la recent condició de «ciutadanes» conquerida per les dones, equivalent a la Llibreta d'Allistament dels homes.

### Les dones en els partits polítics
Les dones peronistes es van organitzar autònomament creant el Partit Peronista Femení (PPF), que tenia dret a un terç de les banques en cada elecció. En les eleccions de 1951 el PPF va obtenir l'elecció de 23 diputades nacionals i 6 senadores nacionals, la totalitat de les dones que van ocupar per primera vegada un escó a l'Argentina.

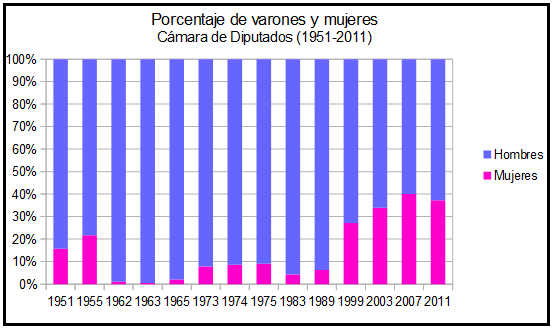
Percentatge de dones diputades(1951-2011)
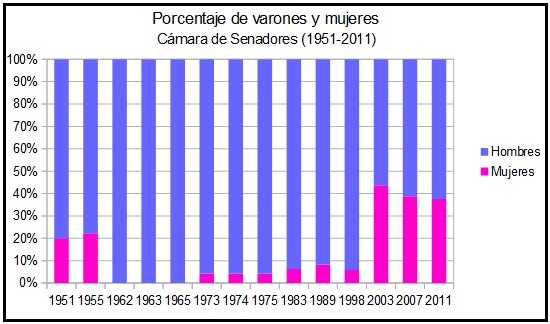
Percentatge de dones senadores (1951-2011)

El 1948, la Unió Cívica Radical va modificar els seus estatuts per permetre que les dones poguessin afiliar-se al partit. El 1951 no va presentar candidates a diputades o senadores.
El Partit Socialista principalment, i el Partit Comunista en menor mesura, tenien des de diversos anys enrere estructures femenines internes, amb importants dirigents femenines, com la històrica dirigent socialista Alicia Moreau de Justo.

### Les eleccions de 1951
La Llei 13.010 va tenir un primer alt impacte polític quan a l'agost de 1951 la Confederació General del Treball de l'Argentina va proposar la candidatura a vicepresidenta de la Nació d'Eva Perón. En aquesta època es tractava d'un acte extremadament revulsiu, que s'accentuava pel fet del suport sindical i el dur enfrontament que mantenien Evita i les classes altes de l'Argentina. La pressió dels factors de poder i el càncer terminal que ja l'afligia, van portar al fet que finalment renunciés a la candidatura.

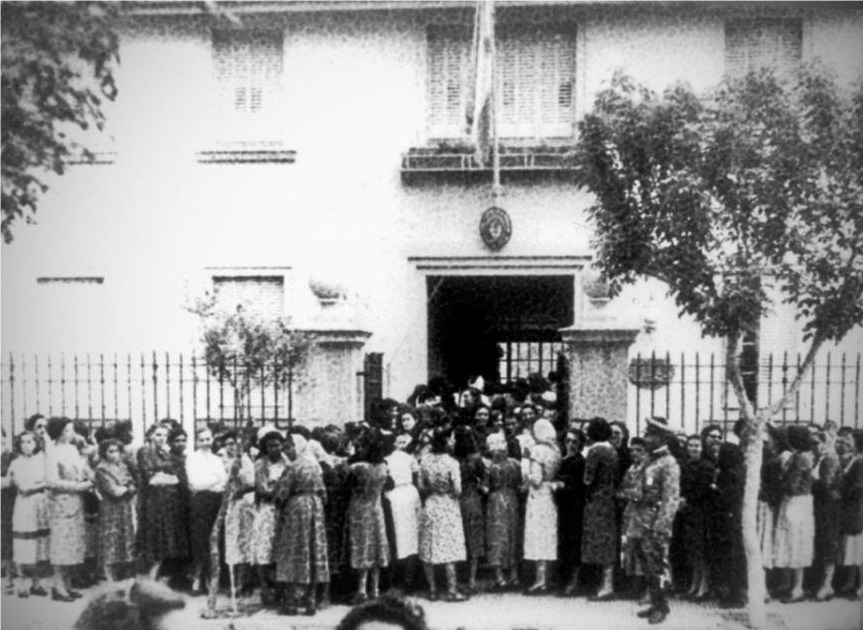
Dones votant per primera vegada el 1951, a Santa Rosa, capital de la recentment creada província Eva Perón, els habitants de la qual no tenien abans drets polítics
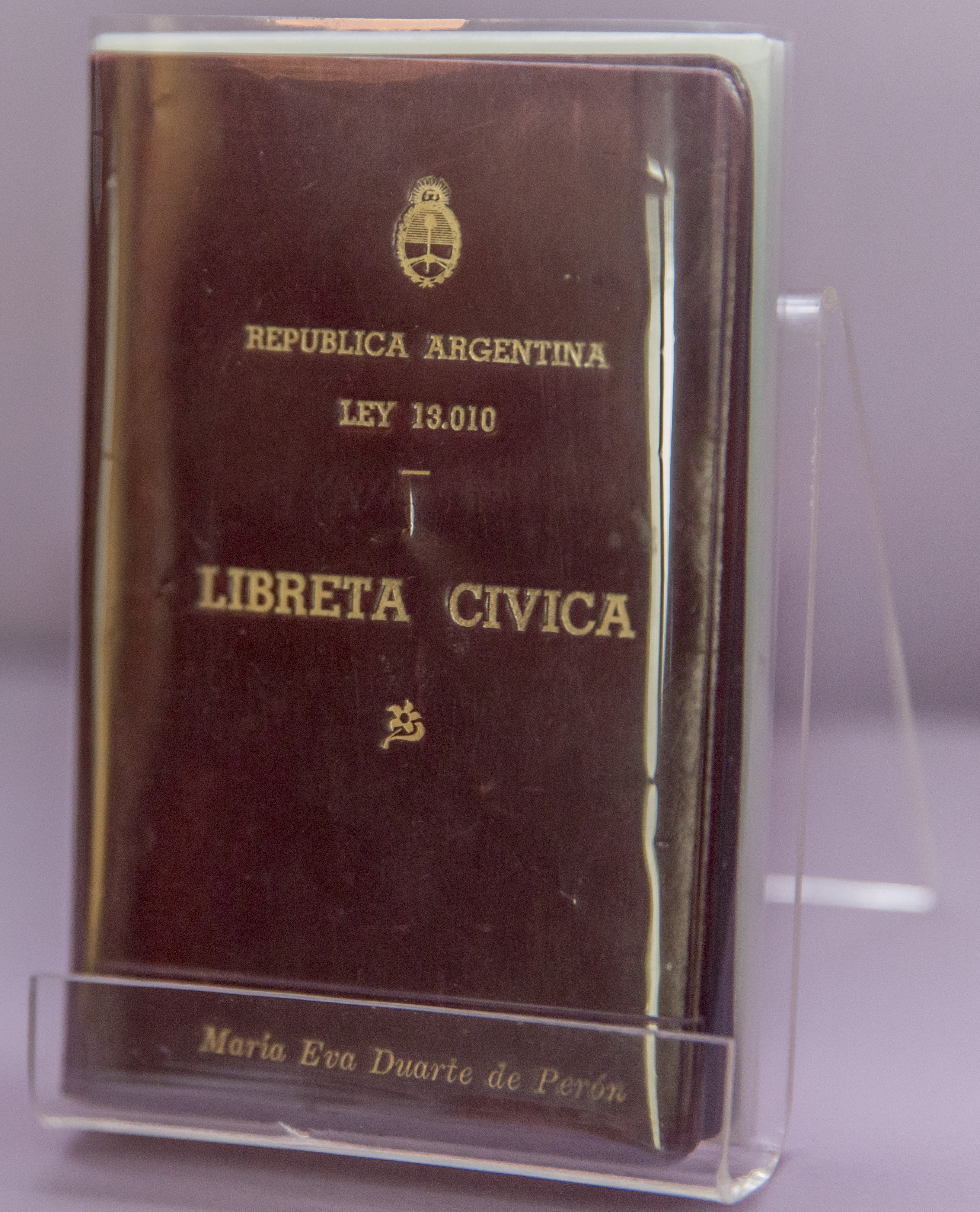
«Llibreta Cívica» d'Eva Perón. Va ser la primera a ser emesa i portava el número 0000001

Les eleccions de 1951 van comptar amb un padró de 8.613.998 persones, quan les eleccions realitzades sis anys abans van comptar amb un padró de 3.405.173 ciutadans, menys de la meitat. Les dones van assistir massivament a votar, amb una participació superior al 90%. A la Cambra de Diputats van resultar elegides 23 diputades (15,4% del total), mentre que 6 senadores van ser triades per ocupar un escó dins la cambra alta (20%). En les eleccions legislatives de 1954, la representació femenina en les dues cambres va augmentar, amb 34 diputades (21,7%) i 8 senadores (22,2%).

## La reducció de legisladores després del cop d'Estat de 1955
Després del cop d'Estat de 1955 que va enderrocar al govern peronista, hi va haver un notable canvi cultural referit a l'actuació política de les dones, que va produir una reducció substancial de legisladores, arribant a ser nul·la en la Cambra de Senadors durant les presidències d'Arturo Frondizi (UCRI) i Arturo Illia (UCRP).
Si bé la presència de dones en els òrgans legislatius va augmentar lleument en els governs constitucionals de Cámpora-Perón-Martínez de Perón (1973-1976) i Alfonsín (1983-1989), la cultura de marginació de les dones dels òrgans legislatius va continuar. Aquesta situació va fer que el 1991 se sancionés la Llei de quota femení (Llei 24.012), reemplaçada el 2017 per la Llei de Paritat de Gènere en Àmbits de Representació Política (Llei 27.412).

### Legislació
- «Ley nº 13.010» (en castellà). Infoleg. Congreso Nacional, 09-09-1947.
- «Ley nº 24.785» (en castellà). Infoleg. Congreso Nacional, 05-03-1997.